# Rejectaria rufifuscalis
Rejectaria rufifuscalis är en fjärilsart som beskrevs av George Francis Hampson 1924. Rejectaria rufifuscalis ingår i släktet Rejectaria och familjen nattflyn. Inga underarter finns listade.